# Pas de Bedel
El Pas de Bedel (en kirguís: Бедел ашуусу; en xinès simplificat: 别迭里山口) és un port de muntanya en la serralada muntanyosa Tian Shan entre el Kirguizstan i la regió xinesa de Xinjiang. Té una elevació de 4.284 metres. El pas unia la Xina amb Barskon, un poble situat en la riba sud del llac Issik Kul.

## Història
Històricament, el Pas de Bedel va servir com a ruta comercial de la Ruta de la Seda entre la Xina i Àsia central. En el costat xinès, la Torre del Far de Bidell (別迭里烽燧) es troba en els contraforts del camí. Va ser construïda durant la dinastia Han com a part de la Gran Muralla Han. El far va ser reutilitzat i reformat durant la dinastia Tang. Durant les dinasties Sui i Tang, el pas era la principal ruta comercial que unia la conca del Tarim amb els turcs occidentals a l'Àsia central.
Diversos experts sostenen que l'explorador xinès Xuan Zang, que va inspirar el clàssic Viatge a l'Oest, va utilitzar aquest pas en el segle VII en el seu viatge a l'Índia. El nom que Xuan Zang va usar per al pas va ser "凌山", es va dir que estava al nord-oest del "Regne de Baluka", l'actual ciutat d'Aksu. No obstant això, uns altres argumenten que era el Pas de Muzart.
El pas va ser inspeccionat en 1881 pels seus homòlegs xinesos i russos com a part del Protocol de Chuguchak de 1864 que demarcava la frontera a la regió entre l'Imperi Rus i la Dinastia Qing. Durant l'incident d'Urkun de 1916, es va informar que més de 100.000 kirguisos van morir fugint de les forces tsaristes que intentaven arribar a la Xina a través del Pas de Bedel.
El pas està actualment tancat al trànsit. La mina d'or de Kumtor està situada en el costat kirguís. Al llarg del camí en el costat xinès també estan les ruïnes d'un lloc de vigilància de l'època del KMT, que és un lloc del patrimoni cultural local.

## Mapes històrics
Mapes històrics de la regió, incloent Pas de Bedel:

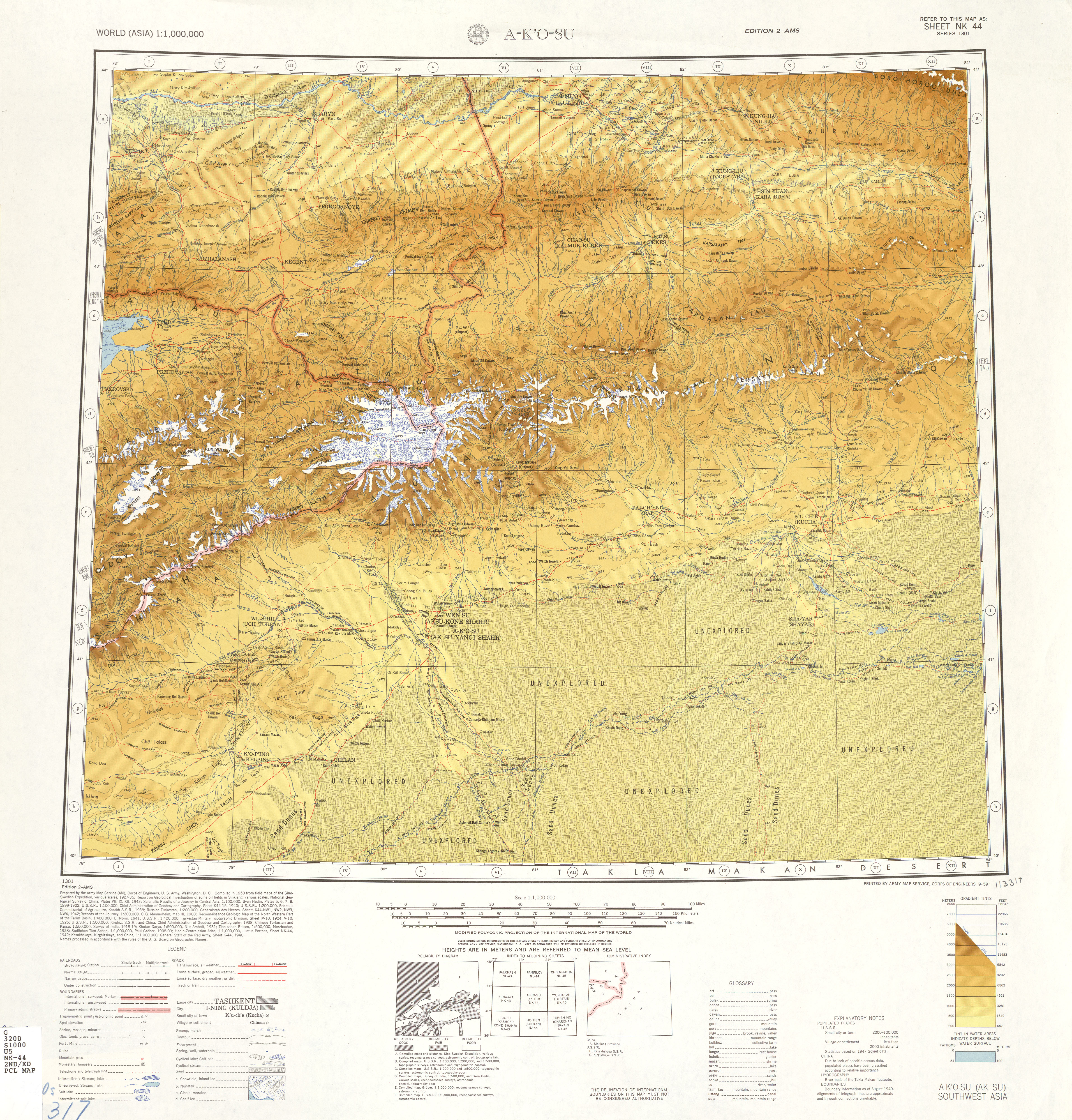
Mapa que inclou el pas de Bedel (anomenat com "Pereval Bedel"[13])
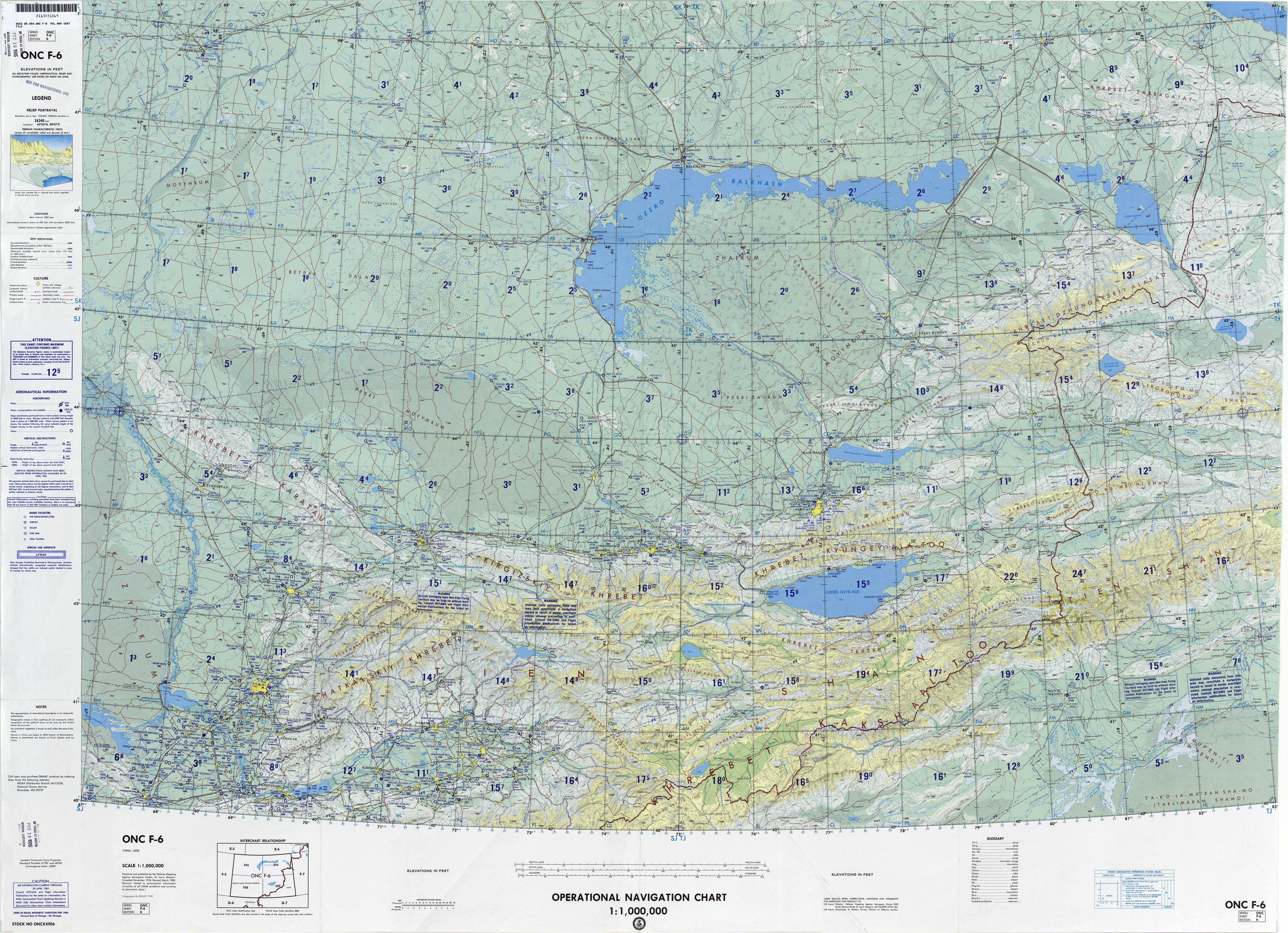
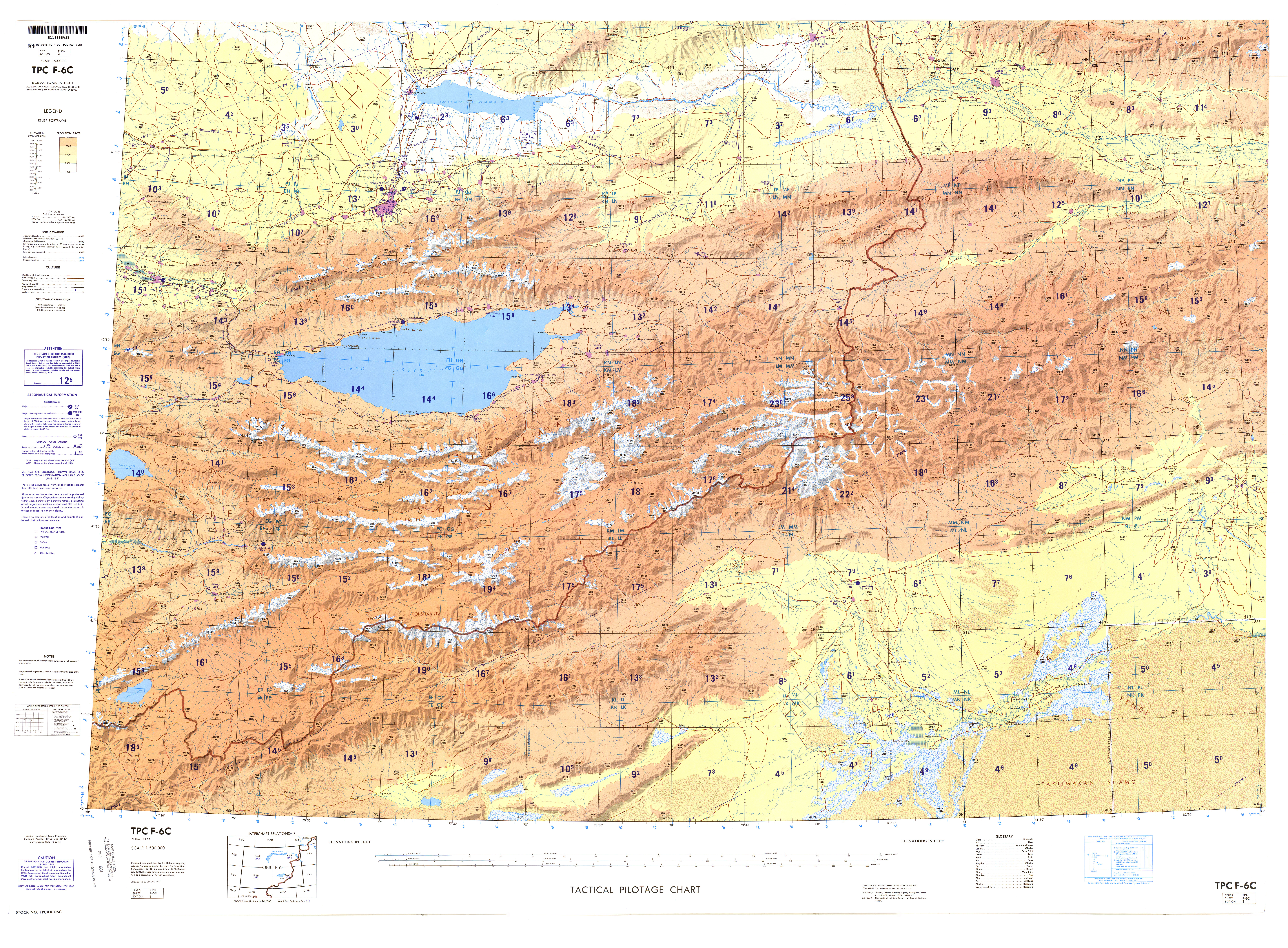